# Karellás
Karellás (Karellas) är en ort i Grekland.   Den ligger i prefekturen Nomarchía Anatolikís Attikís och regionen Attika, i den sydöstra delen av landet, 14 km öster om huvudstaden Aten. Karellás ligger 196 meter över havet och antalet invånare är 1 579.
Terrängen runt Karellás är kuperad västerut, men österut är den platt. Terrängen runt Karellás sluttar österut.Runt Karellás är det ganska tätbefolkat, med 155 invånare per kvadratkilometer. Närmaste större samhälle är Aten, 13,9 km väster om Karellás. Trakten runt Karellás består till största delen av jordbruksmark.